# Николаевские (Матвинурское сельское поселение)
Николаевские — упразднённая в 2012 году деревня в Санчурском районе Кировской области России. На год упразднения входила в состав Матвинурский сельсовет.

## География
Расположена была в юго-западной части области, в зоне хвойно-широколиственных лесов, на берегу реки Шердыш, на расстоянии приблизительно 19,5 км по прямой от посёлка Санчурск, административного центра района.

### Географическое положение
В радиусе трёх километров:
- д. Соколовские (↙ 0.3 км)
- д. Сибаиха (← 1.5 км)
- выс. Бобровский (↗ 1.6 км)
- д. Добрый (↓ 1.8 км)
- д. Большое Поле (↑ 1.9 км)
- поч. Андреевский (↓ 2.3 км)
- поч. Куречий (↙ 2.6 км)
- д. Софино (↘ 2.7 км)
- д. Купча (← 2.7 км)
- поч. Владимирский (↓ 2.8 км)

## Климат
Климат характеризуется как умеренно континентальный, с умеренно холодной снежной зимой и тёплым летом. Среднегодовая температура — 1,5 °C. Абсолютный минимум температуры воздуха самого холодного месяца (января) составляет −45 °C; абсолютный максимум самого тёплого месяца (июля) — 37 °C. Годовое количество атмосферных осадков — 687 мм, из которых большая часть выпадает в тёплый период.

## Топоним
В 1926 году — выселок	Николаевский, к 1939 году починок Николаевский (Список населённых пунктов Кировской области 1939 г.), к 1950 году — Николаевские (Списки нас. пунктов Кировской области, составленные по данным похозяйственных книг на 1 января 1950 года. // ЦГАКО. Ф. 2344. Оп. 27. Ед. хр. 635. Лист 766).

## История
Известна в документах 1926 года. Входила в Яранский уезд, Санчурская волость, Матвинурский сельсовет.
Снята с учёта 22.11.1994	Решением Кировского облсовета № 27/165 от 22.11.1994.

## Население
По переписи населения 1926 г. жителей 65, из них мужчин 30, женщин 35. В 1950 году — 63.
По данным Всесоюзной переписи населения 1989 года в деревне 3 жителя (1 мужчина, 2 женщины) (Итоги Всесоюзной переписи населения 1989 года по Кировской области [Текст] : сб. Т. 3. Сельские населенные пункты / Госкомстат РСФСР, Киров. обл. упр. статистики. — Киров:, 1990. — 236 с., С.165).

## Инфраструктура
Было личное подсобное хозяйство. В 1926 — 13, в 1950 — 17 домохозяйств.

## Транспорт
Просёлочная дорога.